# Acer leptodactylon
Acer leptodactylon é uma espécie de árvore do gênero Acer, pertencente à família Aceraceae.